# 貸切運転
貸切運転（かしきりうんてん）とは、交通機関を特定の利用者が一時占有して利用するために運転することである。相応の運賃・料金を支払うことで多様な目的で貸切運転での利用に対応している公共交通機関がある。

## 鉄道における貸切運転
こうした列車は団体臨時列車と呼ばれ、JRを中心に貸切運転での使用を目的とした車両（ジョイフルトレインが好例）も存在する。
旅行会社がツアー開催のために貸し切るほか、学校など教育機関が遠足や修学旅行目的で貸し切ったり、大学などの鉄道サークルが貸し切ることもある。お召し列車も広義の団体臨時列車と言える。近年では、JRや私鉄各社がリバイバルトレインを団体臨時列車扱いで走らせることも多い。
テレビ局や映画制作会社が撮影のために列車を走らせることもある（「ロケ列車」と呼ばれる）。この場合は蒸気機関車が使われることが多く、数多くの蒸気機関車や旧型客車を保有している大井川鐵道ではよく見られる。また、鉄道撮影をする鉄道ファンが撮影だけを目的に、地方の中小私鉄で機関車や貨車など非営業用の列車を貸し切って走らせることもある。